# 1734 na música

## Eventos
- 23 de abril – Johann Sebastian Bach realiza a estreia em Leipzig do Oratório da Paixão "Ein Lämmlein geht und trägt die Schuld" de Gottfried Heinrich Stölzel na Igreja de São Tomás, em Leipzig.[1]
- A companhia de ópera londrina chamada Royal Academy of Music é dissolvida devido a dificuldades, incluindo desentendimentos entre Händel e seus cantores.

## Nascimentos
| Data           | Nome                                 | Profissão                                     | Nacionalidade | Observações | Ref |
| -------------- | ------------------------------------ | --------------------------------------------- | ------------- | ----------- | --- |
| 25 de setembro | Louis-René-Édouard de Rohan-Guéménée | bispo de Arquidiocese de Estrasburgo e músico | Alemanha      | m. 1803     |     |
| 6 de outubro   | Antonio Sacchini                     | compositor de ópera                           | Itália        | m. 1786     |     |

## Mortes
| Data | Nome | Profissão | Nacionalidade | Observações | Ref |
| ---- | ---- | --------- | ------------- | ----------- | --- |